# Hans van der Noordaa
Hans van der Noordaa (1961) is een Nederlands bankier en verzekeraar.
Hij behaalde zijn doctoraal bestuurskunde aan de universiteit van Twente.
In 1986 begon hij zijn loopbaan bij de toenmalige Nederlandsche Middenstandsbank, een van de rechtsvoorgangers van de ING Bank.
Vanaf 2002 speelde hij een prominente rol bij de ING Groep. Hij was een medestander van Michel Tilmant in het streven naar de maximalisatie van de aandeelhouderswaarde. Ook speelde hij een cruciale rol in de fusie tussen Postbank en ING Bank. Van 2002 tot 2004 was hij bij ING Groep directeur van de stafafdeling Corporate Communicatie & Strategie. Van 2004 tot 2006 was hij CEO ING Retail Banking Benelux (ING België, Postbank, ING Bank en RVS). 
Als dank voor bewezen diensten werd hij in 2006 in de Raad van bestuur van de ING Groep verkozen met verantwoordelijkheid voor Verzekeringen & Vermogensbeheer Azië/Pacific. In januari 2010 werd hij benoemd tot lid van de Raad van Bestuur van ING Bank als CEO Retail Banking Benelux.
Per 1 januari 2015 is hij Niek Hoek opgevolgd als bestuursvoorzitter van de verzekeraar Delta Lloyd Groep. Na de fusie met verzekeraar Nationale-Nederlanden vertrekt Hans van der Noordaa na twee jaar met een ontslagvergoeding van 950.000 euro. Van der Noordaa was gedurende zijn carrière bij ING enige tijd CEO van zowel de ING-bedrijfsonderdelen Insurance Europe als Insurance Asia Pacific. Ook was hij in zijn tijd bij de ING enige tijd vicevoorzitter van de Nederlandse Vereniging van Banken (NVB).

## Voetnoten
- Hans van der Noordaa, nieuwe-bestuursvoorzitter Delta Lloyd,